# Беренбах
Беренбах (нем. Berenbach) — община в Германии, в земле Рейнланд-Пфальц. 
Входит в состав района Вульканайфель. Подчиняется управлению Кельберг.  Население составляет 177 человек (на 31 декабря 2010 года). Занимает площадь 3,15 км².